# Doldenhorn
Doldenhorn är ett berg i Schweiz.   Det ligger i distriktet Frutigen-Niedersimmental och kantonen Bern, i den centrala delen av landet, 60 km söder om huvudstaden Bern. Toppen på Doldenhorn är 3 643 meter över havet, eller 932 meter över den omgivande terrängen. Bredden vid basen är 8,7 km.
Terrängen runt Doldenhorn är huvudsakligen mycket bergig. Närmaste större samhälle är Adelboden, 13,6 km väster om Doldenhorn. 
Trakten runt Doldenhorn består i huvudsak av gräsmarker. Runt Doldenhorn är det ganska glesbefolkat, med 25 invånare per kvadratkilometer.